# Saint-Germain-Nuelles
Saint-Germain-Nuelles ist eine französische Gemeinde mit 2252 Einwohnern (Stand: 1. Januar 2022) im Département Rhône in der Region Auvergne-Rhône-Alpes. Sie gehört zum Arrondissement Villefranche-sur-Saône und ist Mitglied im Gemeindeverband Communauté de communes du Pays de L’Arbresle. Die Bewohner werden Saint-Germinois und Saint-Germinoises oder Nuellois und Nuelloises genannt.
Saint-Germain-Nuelles entstand mit Wirkung vom 1. Januar 2013 als Commune nouvelle durch die Zusammenlegung der früher selbstständigen Gemeinden Saint-Germain-sur-l’Arbresle und Nuelles, die bis zu den Kommunalwahlen 2014 den Status als Communes déléguées besaßen. Der Verwaltungssitz befindet sich in Saint-Germain-sur-l’Arbresle.

## Gemeindegliederung
| Ortsteil                                       | Ehemaliger INSEE-Code | PLZ   | Fläche (km²) | Einwohnerzahl (2022) |
| ---------------------------------------------- | --------------------- | ----- | ------------ | -------------------- |
| Saint-Germain-sur-l’Arbresle (Verwaltungssitz) | 69208                 | 69210 | 6,52         | 1.558                |
| Nuelles                                        | 69144                 | 69210 | 2,02         | 0694                 |

## Geografie

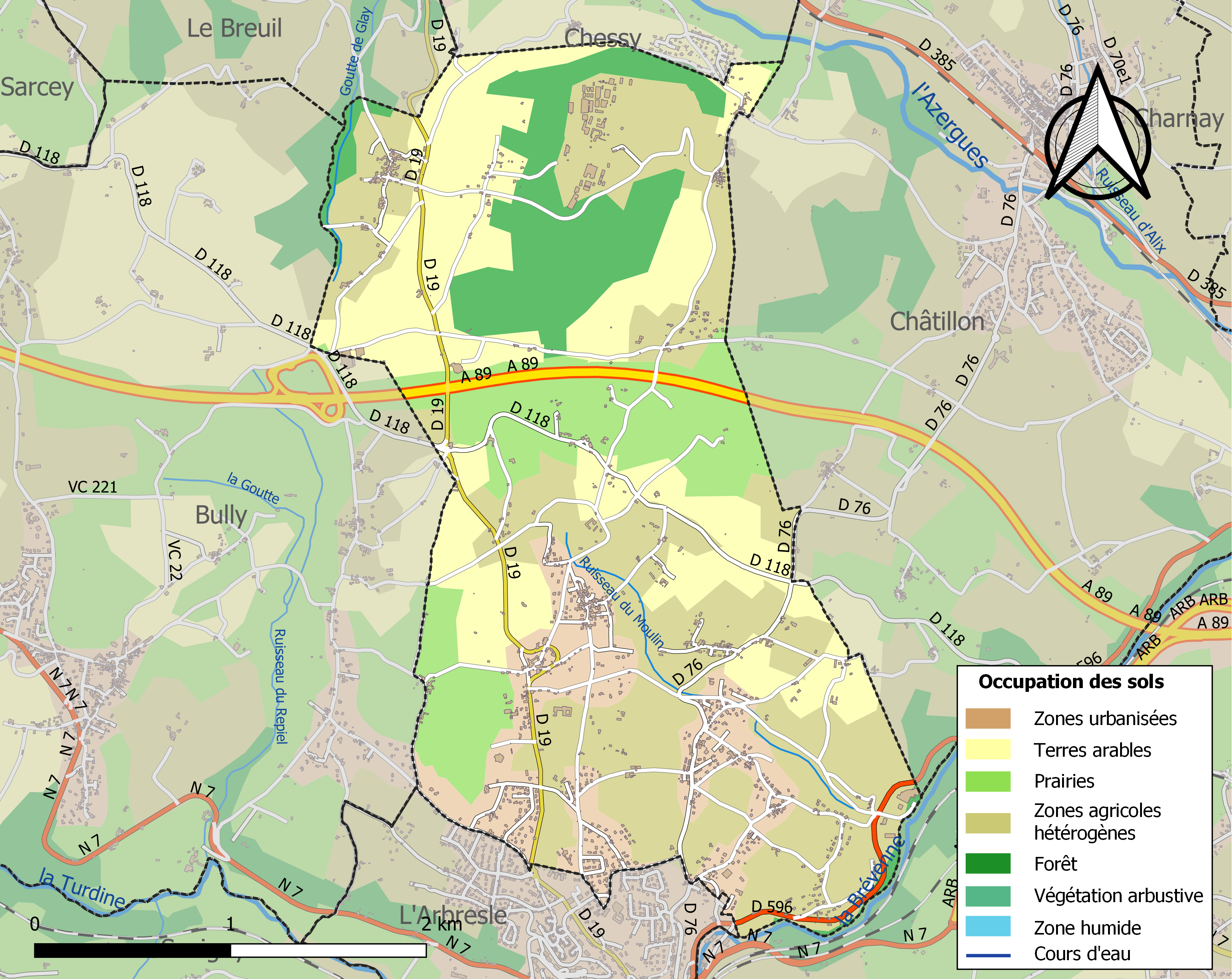
Bodennutzung, Hydrografie und Infrastruktur der Gemeinde (2018)

Saint-Germain-Nuelles liegt etwa 20 Kilometer nordwestlich von Lyon und etwa 17 Kilometer südsüdwestlich von Villefranche-sur-Saône in der Région naturelle des Beaujolais. Der Süden ist dicht besiedelt und seine Bebauung geht teilweise fließend in die der Nachbargemeinde L’Arbresle über. Der Norden dagegen ist bewaldet (Bois de Oncin) und besitzt die alten Steinbrüche von Oncin, in denen vom 16. bis Mitte des 20. Jahrhunderts gelber Kalkstein abgebaut wurde. Das Gemeindegebiet befindet sich auf einem Hochplateau, eingerahmt von den Tälern des Azergues, der Brévenne und der Turdine. Das Relief ist leicht hügelig mit Höhen im Allgemeinen über 300 m mit einer Anhöhe im Nordwesten, an der mit 420 m die höchste Erhebung der Gemeinde gemessen wird. Saint-Germain-Nuelles liegt im Einzugsgebiet der Rhone am linken Ufer der Brévenne und wird außerdem von der Goutte de Glay und vom zeitweise trockenfallenden Ruisseau du Moulin entwässert, der im Südosten in die Brévenne mündet. Der tiefste Punkt von Saint-Germain-Nuelles wird mit 211 m im Südosten beim Austritt der Brévenne aus dem Gemeindegebiet gemessen.
Teile des Gebiets von Saint-Germain-Nuelles gehören zu den ZNIEFF-Naturzonen „Carrières de Glay et bois des Oncins“ (820031380) und „Haut bassin de l’Azergues et du Saônan“ (820031433).
Rund 77 % der Fläche der Gemeinde werden landwirtschaftlich genutzt, rund 12 % entfallen auf bebaute Flächen, rund 11 % sind bewaldet.
Umgeben wird Saint-Germain-Nuelles von den sechs Nachbargemeinden:
| Le Breuil | Chessy                                      |                          |
| Bully     | Kompassrose, die auf Nachbargemeinden zeigt | Châtillon                |
|           | L’Arbresle                                  | Fleurieux-sur-l’Arbresle |

## Sehenswürdigkeiten
| Name                         | Ort                          | Bemerkungen                                                      | Bild |
| ---------------------------- | ---------------------------- | ---------------------------------------------------------------- | ---- |
| Steinbrüche von Oncin        | Saint-Germain-sur-l’Arbresle |                                                                  |      |
| Kirche Saint-Germain         | Saint-Germain-sur-l’Arbresle | 19. Jahrhundert                                                  |      |
| Flurkreuz, genannt „du Mont“ | Saint-Germain-sur-l’Arbresle | 1648 errichtet, seit 1926 als Monument historique eingeschrieben |      |
| Kirche Saint-Joseph          | Nuelles                      | 10. Jahrhundert                                                  |      |

## Bildung
Die Gemeinde verfügt über eine öffentliche Vor- und Grundschule (École primaire) mit 210 Schülerinnen und Schülern im Schuljahr 2014/2015.

## Wirtschaft
Das Gebiet der Gemeinde gehört zum Weinbaugebiet Beaujolais.

## Verkehr
Die Autoroute A 89 La Transeuropéenne von Bordeaux nach Lyon durchquert das Gemeindegebiet ohne  Anschlussstelle von West nach Ost. Die Departementsstraße D 596 verläuft am südlichen Rand der Gemeinde entlang der Brévenne nach L’Arbresle. Nachgeordnete Departementsstraßen und lokale Landstraßen verbinden die beiden Ortsteile und die Gemeinde mit weiteren Nachbargemeinden.